# Actia uruhuasi
Actia uruhuasi är en tvåvingeart som först beskrevs av Townsend 1927.  Actia uruhuasi ingår i släktet Actia och familjen parasitflugor.
Artens utbredningsområde är Peru. Inga underarter finns listade i Catalogue of Life.